# Torbernit
Torbernit, auch als Kupferuranglimmer, Chalkolith, Kupferautunit, Kupferphosphoruranit oder veraltet als Grüner Glimmer oder Mica viridis cryst. bezeichnet, ist ein häufig vorkommendes Mineral aus der „Autunitgruppe“ innerhalb der Mineralklasse der „Phosphate, Arsenate und Vanadate“ mit der chemischen Zusammensetzung Cu[UO2|PO4]2·12H2O.
Torbernit kristallisiert im tetragonalen Kristallsystem und entwickelt meist durchsichtige bis durchscheinende, tafelige oder pyramidale Kristalle von wenigen Zentimetern Größe. Er findet sich aber auch in Form körniger, erdiger oder massiger Mineral-Aggregate und krustiger Überzüge. Da Torbernit oft auch paketförmig geschichtete, tafelige Aggregate bildet, kann er dem Autunit recht ähnlich sehen, allerdings ist Autunit von hellerem, fast neonfarbenem Gelbgrün.
Die Farbe von Torbernit schwankt zwischen verschiedenen Grüntönen von Smaragd- über Gras- und Lauch- bis zum eher gelblichen Zeisig- und Apfelgrün, seine Strichfarbe ist allerdings immer hellgrün. Die Kristallflächen weisen einen glasähnlichen Glanz auf, Spaltflächen schimmern dagegen eher perlmuttartig und Aggregatformen sind matt.

## Etymologie und Geschichte

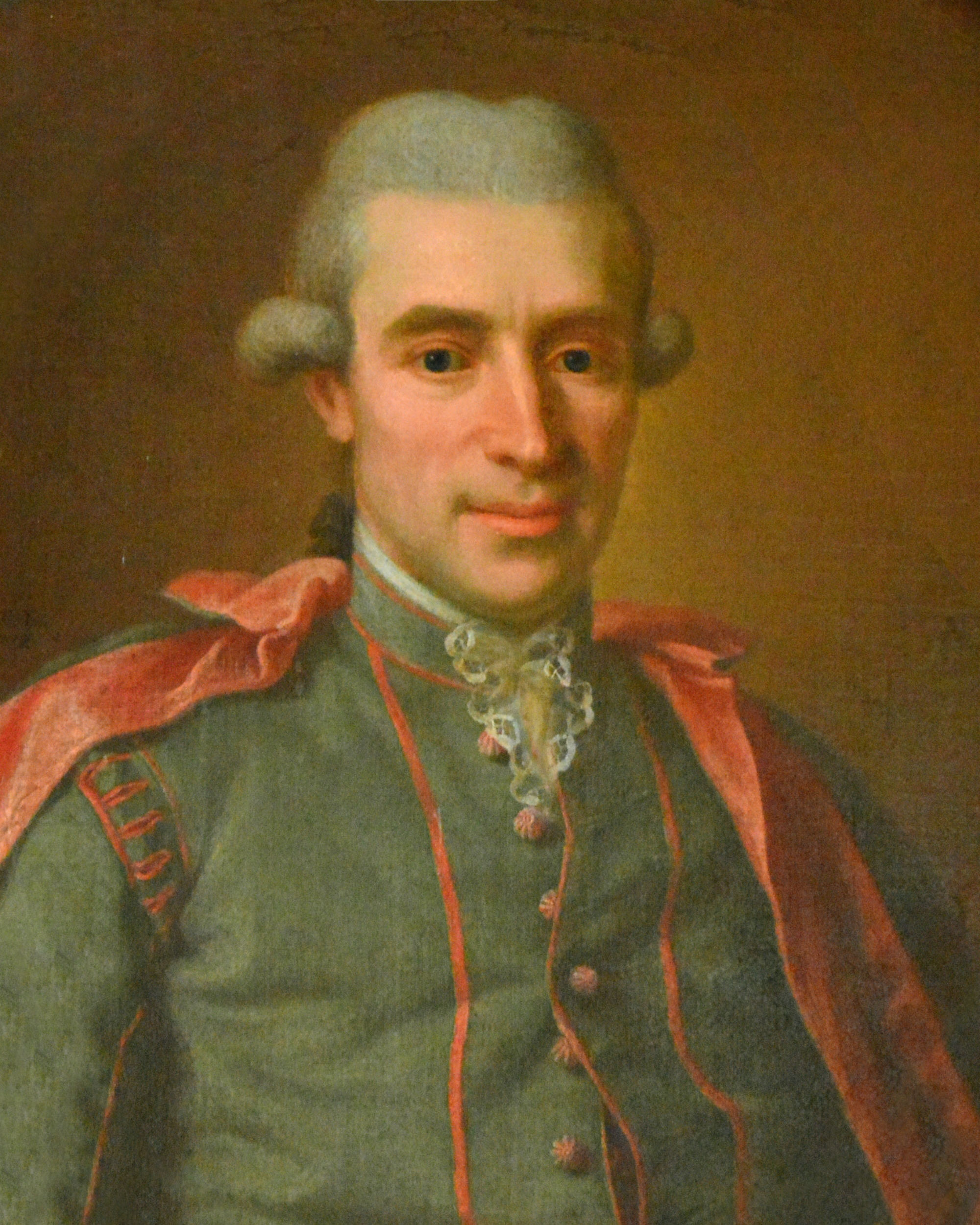
Torbern Olof Bergman

Torbernit wurde erstmals in der Grube Georg Wagsfort bei Johanngeorgenstadt im sächsischen Erzgebirge gefunden.
Erstmals erwähnt wird das Mineral 1772 von Ignaz von Born in seinem Werk Lythophylacium Bornianum, wo es als „Mica viridis crystallina, ibid.“ (übersetzt: Grüner kristalliner Glimmer aus [Johanngeorgenstadt Sax.]; ibid = wie eins drüber) beschrieben wird. Abraham Gottlob Werner greift 1780 von Borns Werk auf und beschreibt das Mineral detailliert, wobei er es zunächst ebenfalls als „grüner Glimmer“ bezeichnet, später aber als Torbernit, zu Ehren des schwedischen Chemikers und Mineralogen Torbern Olof Bergman.

## Klassifikation
In der veralteten 8. Auflage der Mineralsystematik nach Strunz gehörte der Torbernit zur Mineralklasse der „Phosphate, Arsenate, Vanadate“ und dort zur Abteilung „Wasserhaltige Phosphate, Arsenate und Vanadate mit fremden Anionen“, wo er gemeinsam mit Autunit, Bassetit, Fritzscheit, Heinrichit, Kahlerit, Kirchheimerit, Natrouranospinit, Nováčekit, Sabugalit, Saléeit, Uramphit, Uranocircit, Uranospathit, Uranospinit und Zeunerit in der „Uranit-Reihe“ mit der Systemnummer VII/D.20a steht.
In der zuletzt 2018 überarbeiteten Lapis-Systematik nach Stefan Weiß, die formal auf der alten Systematik von Karl Hugo Strunz in der 8. Auflage basiert, erhielt das Mineral die System- und Mineralnummer VII/E.01-070. Dies entspricht der Klasse der „Phosphate, Arsenate und Vanadate“ und dort der Abteilung „Uranyl-Phosphate/Arsenate und Uranyl-Vanadate mit [UO2]2+–[PO4]/[AsO4]3− und [UO2]2+–[V2O8]6−, mit isotypen Vanadaten (Sincositreihe)“, wo Torbernit zusammen mit Autunit, Fritzscheit, Heinrichit, Kahlerit, Natroautunit (D), Rauchit, Sabugalit, Saléeit, Trögerit, Uranocircit, Uranospinit und Zeunerit die „Autunitgruppe“ mit der Systemnummer VII/E.01 bildet.
Die von der International Mineralogical Association (IMA) zuletzt 2009 aktualisierte 9. Auflage der Strunz’schen Mineralsystematik ordnet den Torbernit in die Klasse der „Phosphate, Arsenate und Vanadate“ und dort in die Abteilung „Uranylphosphate und Arsenate“ ein. Hier ist das Mineral in der Unterabteilung „UO2 : RO4 = 1 : 1“ zu finden, wo es zusammen mit Autunit, Heinrichit, Hydronováčekit, Kahlerit, Kirchheimerit, Metarauchit, Nováčekit, Saléeit, Uranocircit, Uranospinit, Xiangjiangit und Zeunerit die „Autunitgruppe“ mit der Systemnummer 8.EB.05 bildet.
In der vorwiegend im englischen Sprachraum gebräuchlichen Systematik der Minerale nach Dana hat Torbernit die System- und Mineralnummer 40.02a.13.01. Das entspricht der Klasse der „Phosphate, Arsenate und Vanadate“ und dort der Abteilung „Wasserhaltige Phosphate etc.“. Hier findet er sich innerhalb der Unterabteilung „Wasserhaltige Phosphate etc., mit A2+(B2+)2(XO4) × x(H2O), mit (UO2)2+“ in einer unbenannten Gruppe mit der Systemnummer 40.02a.13, in der auch Metatorbernit eingeordnet ist.

## Kristallstruktur

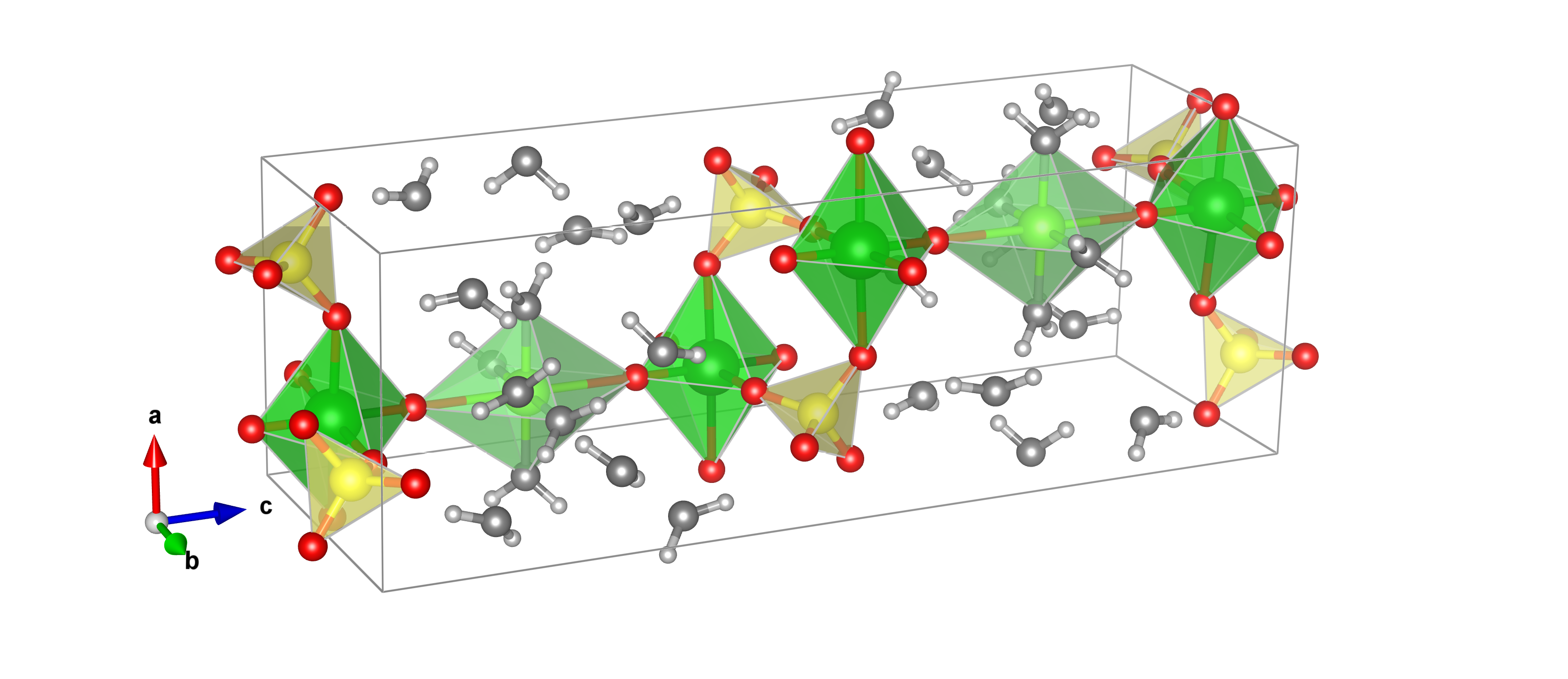
Packungsbild von Torbernit green U lime Cu red O yellow P gray OH2O silver H

Torbernit kristallisiert tetragonal in der Raumgruppe I4/mmm (Raumgruppen-Nr. 139) mit den Gitterparametern a = 7,0267(4) Å und c = 20,807(2) Å sowie 2 Formeleinheiten pro Elementarzelle.
In einer Studie aus dem Jahre 2003 haben Locock und Burns die Kristallstrukturen der Kupfer-Uranyl-Phosphate Torbernit, Cu[(UO2)(PO4)]2(H2O)12 und Metatorbernit, Cu[(UO2)(PO4)]2(H2O)8 mit denen der Kupfer-Uranyl-Arsenate Zeunerit, Cu[(UO2)(AsO4)]2(H2O)12, und Metazeunerit, Cu[(UO2)(AsO4)]2(H2O)8 anhand von synthetisch erzeugten Einkristallen vergleichen. In diesen Studien konnte die Kristallstruktur von Torbernit zum ersten Mal aufgeklärt und die von Metatorbernit in Hinblick auf vorherige Untersuchungen (Makarov und Tobelko R1 = 25 %, Ross et al. R1 = 9,7 %, Stergiou et al. R1 = 5,6 %, Calos und Kennard R1 = 9,2 %) erheblich präzisiert (Locock und Burns R1 = 2,3 %) werden.
Dabei stelle sich heraus, dass Torbernit isostrukturell zu Zeunerit, und Metatorbernit isostrukturell zu Metazeunerit ist. Alle vier Verbindungen sind vom Autunit-Schicht-Typ mit dem [(UO2)(XO4)]−-Strukturmotiv (mit X = P oder As). Die Cu2+-Ionen sind in all diesen Verbindungen quadratisch-planar von vier Wassermolekülen umgeben und koordinieren zusätzlich die Uranyl-Sauerstoffatome, so dass sich Oktaeder mit Jahn-Teller-Verzerrung bilden. Die Kristallwassermoleküle werden allein durch Wasserstoffbrückenbindungen im Kristallgitter gehalten.

## Metatorbernit

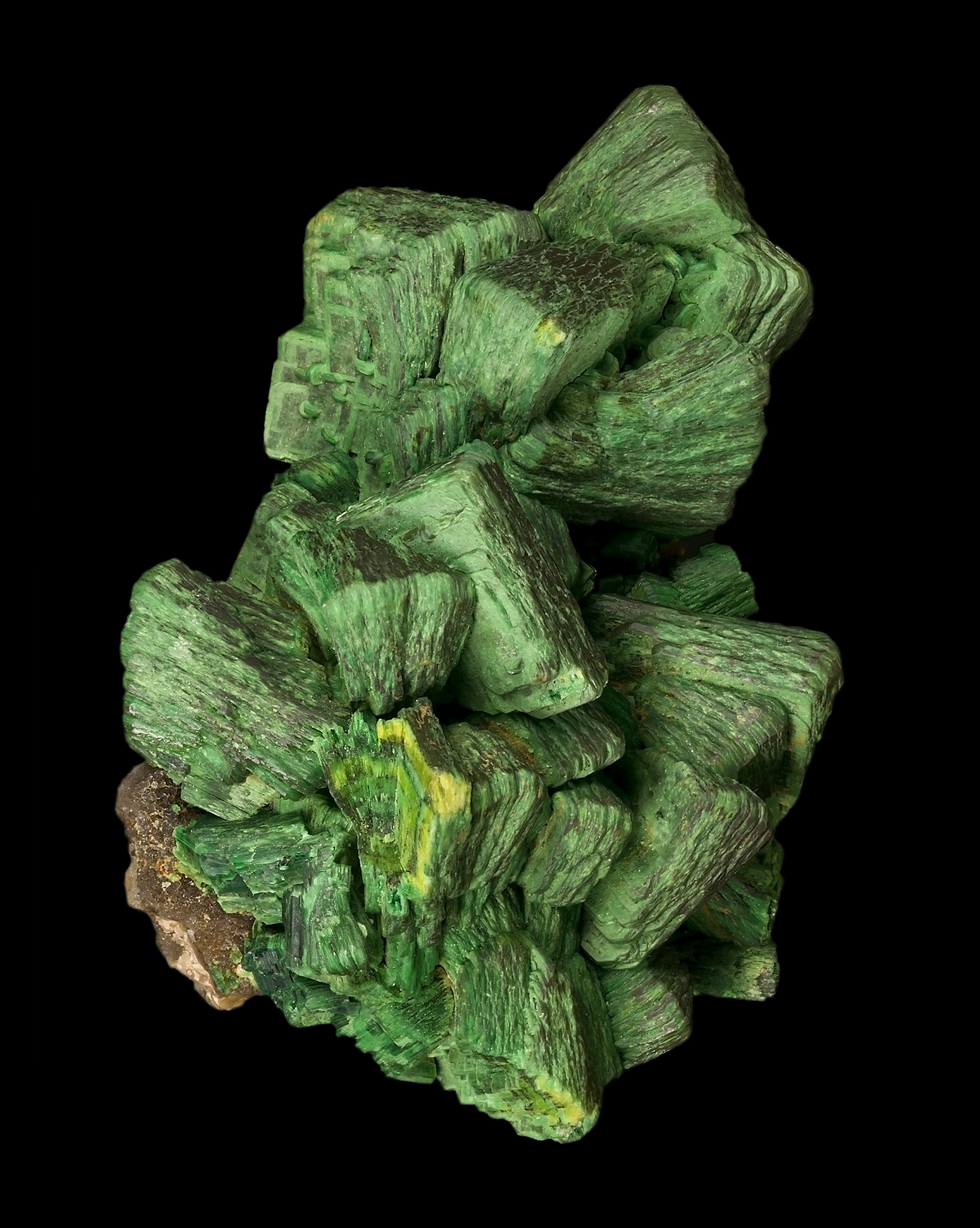
Metatorbernit aus der Margabal Mine, Entraygues-sur-Truyère, Frankreich (Größe: 4 cm × 3 cm × 1,8 cm)

Torbernit dehydratisiert leicht zu Metatorbernit mit der Summenformel Cu[UO2|PO4]2 · 8H2O. Es formt sich als Verwitterungsprodukt von Torbernit und kann auch künstlich direkt bei Temperaturen über 75 °C herbeigeführt werden. Die Kristalle sind eher trüb oder schwach durchscheinend mit Glasglanz.
Metatorbernit kristallisiert tetragonal-dipyramidal in der Raumgruppe P4/n (Raumgruppen-Nr. 85) mit den Gitterparametern a = 6,9756(5) Å und c = 17,349(2) Å sowie 2 Formeleinheiten pro Elementarzelle.

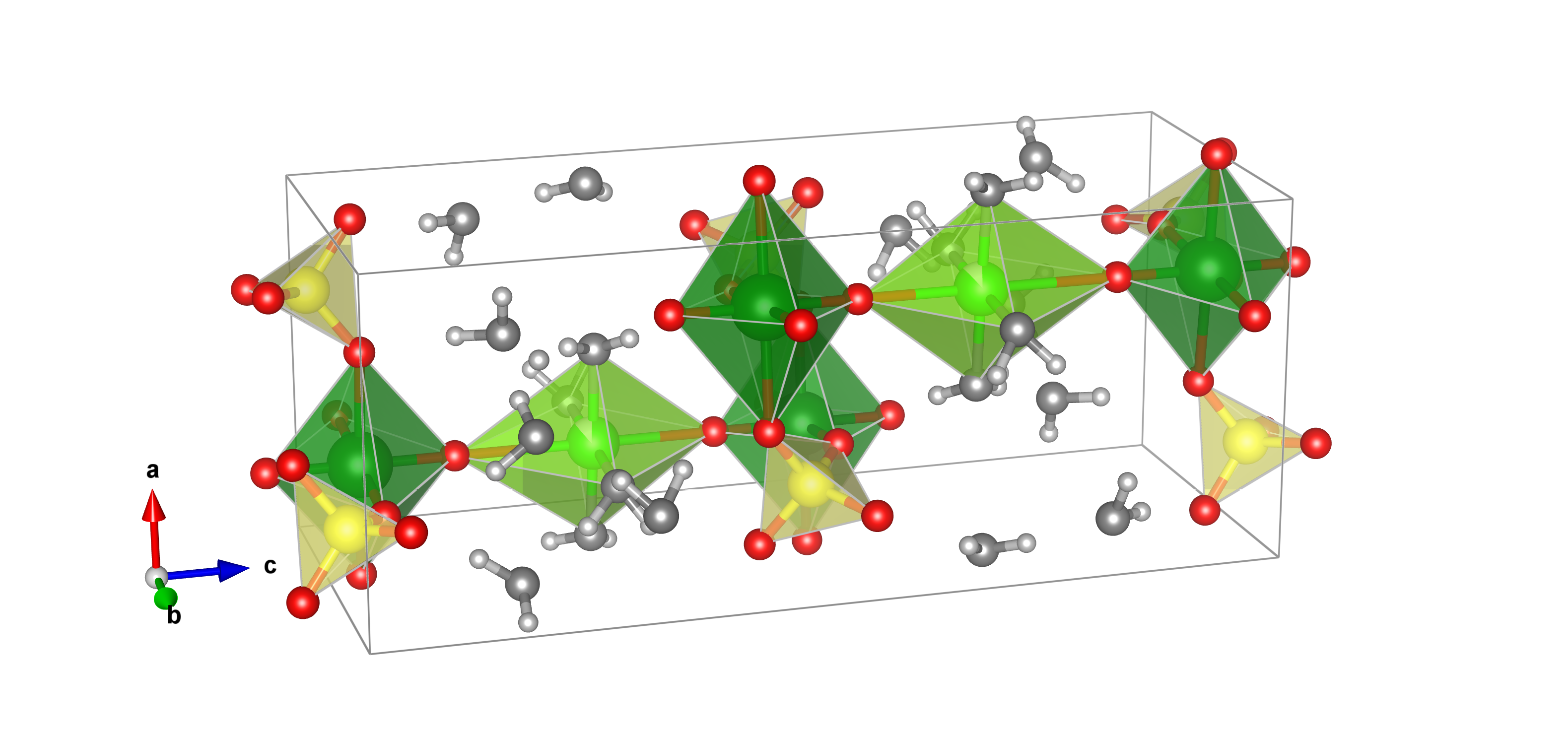
Packungsbild von Metatorbernit green U lime Cu red O yellow P gray OH2O silver H

Die Kristallstruktur des Metatorbernits unterscheidet sich von der des Torbernits prinzipiell dadurch, dass jede zweite Uranylphosphatschicht um die Hälfte der Länge der a-Achse in Richtung [100] und [010] verschoben ist. In der Kristallstrukturanalyse von Locock und Burns zeigt sich, ebenso wie in der Arbeit von Stergiou et al., dass die Cu2+-Ionen kristallographisch nur zu 88 % besetzt sind. Die Autoren nehmen daher an, dass es durch Protonierung einiger Kristallwassermoleküle zu einem Ladungsausgleich kommt, ähnlich wie es beim Mineral Chernikovit diskutiert wird, so dass die Elektroneutralität gewahrt bleibt. Dies wird von denselben Autoren auch beim Autunit postuliert. Allerdings lässt sich diese Hypothese allein mit röntgenstrukturanalytischen Methoden praktisch nicht verifizieren.
In der Strukturanalyse von Locock und Burns beträgt der Kristallwassergehalt des Metatorbernits 8 H2O-Moleküle pro Formeleinheit. Dies stimmt mit den Untersuchungen von Arthur Francis Hallimons und Kurt Walenta überein, die zeigen, dass die unterschiedlichen Hydratationsstufen des Torbernits zum Metatorbernit scharf abgegrenzt sind und der Wassergehalt der einzelnen Verbindungen konstant bleibt und nicht variiert, wie dies zum Beispiel in Zeolithen der Fall ist. Daher sind Summenformeln mit variierenden Kristallwasserangaben für diese Minerale ausgeschlossen.

## Eigenschaften

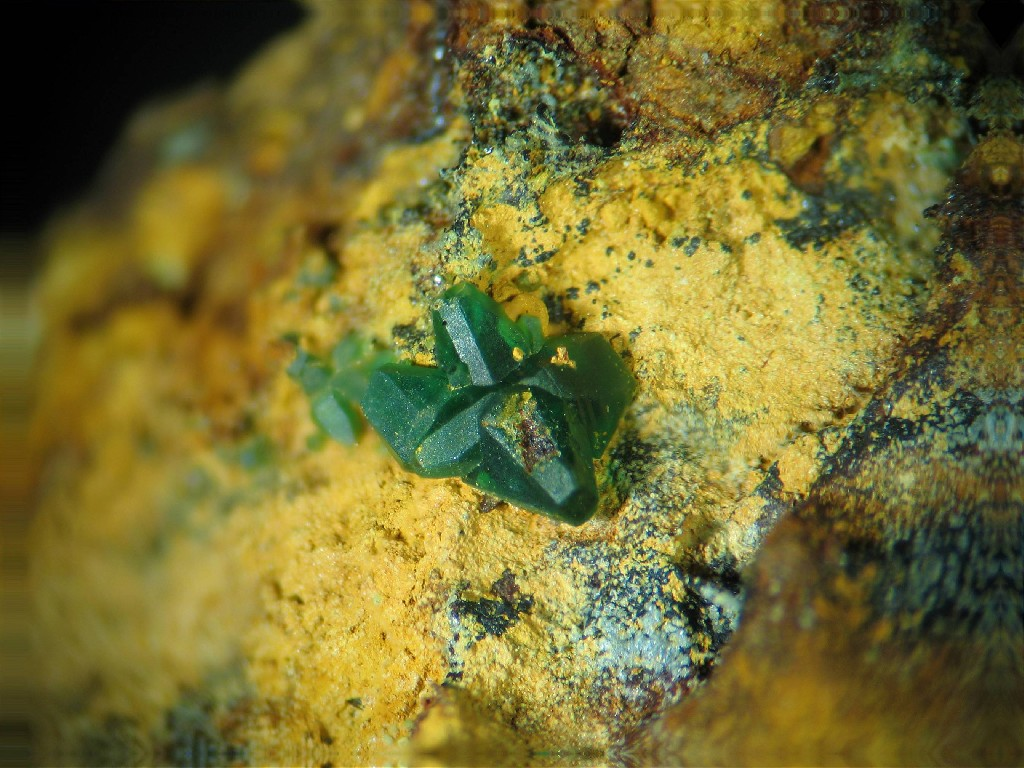
Großaufnahme eines pyramidal entwickelten Torbernits aus Brest, Frankreich
(Bildausschnitt: 7 mm × 5 mm)

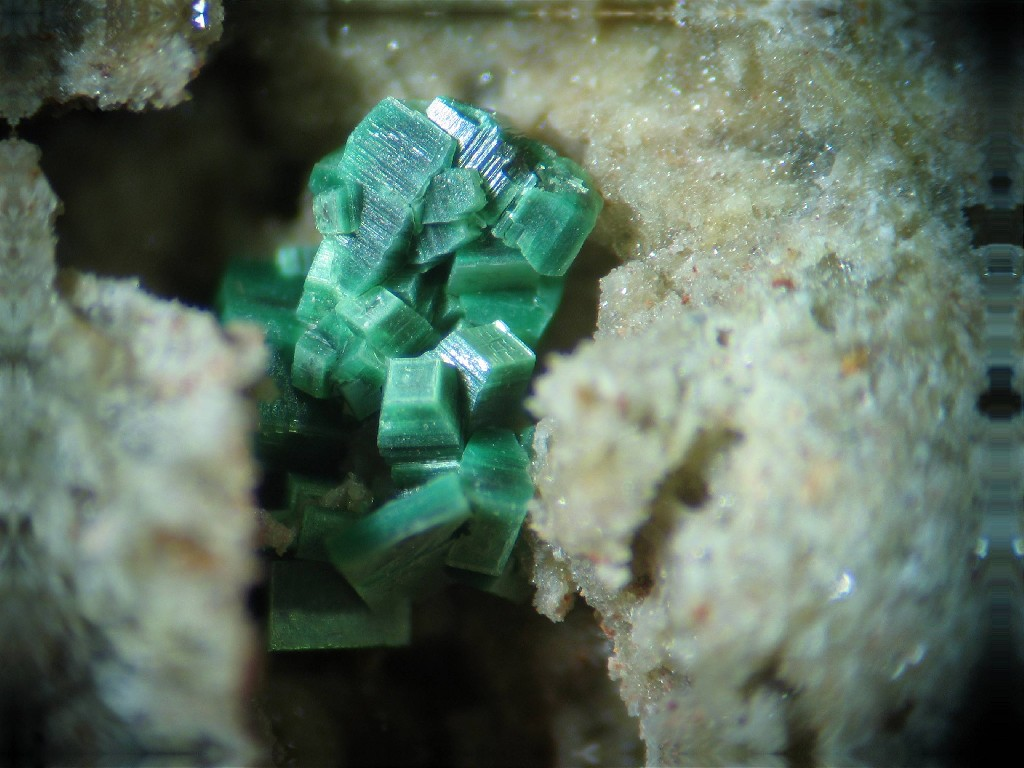
Submilimetergroße Verwachsungen von dipyramidalen Metatorbernitkristallen in einer Druse aus der Les Montmins Mine (Ste Barbe Ader), Échassières, Kanton Ébreuil, Département Allier, Auvergne, Frankreich (Bildgröße: 1 mm × 1 mm)

### Morphologie
Das Mineral tritt meist in Form kleiner dünner Tafeln auf, allerdings kann es auch schuppig oder pulverig vorkommen. Seltener können die Tafeln auch dicker sein, wobei sie dann an Kartenstapel erinnern. Häufiger als diese Stapel sind dipyramidiale Formen.

### Physikalische und chemische Eigenschaften
Aufgrund seines Urangehaltes von bis zu 48 % ist Torbernit stark radioaktiv. Unter Berücksichtigung der Mengenanteile der radioaktiven Elemente in der idealisierten Summenformel sowie der Folgezerfälle der natürlichen Zerfallsreihen wird für das Mineral eine spezifische Aktivität von etwa 85,9 kBq/g angegeben (zum Vergleich: natürliches Kalium 0,0312 kBq/g).
Das Mineral fluoresziert im Gegensatz zu Autunit und den meisten anderen Mitgliedern der gleichnamigen Gruppe unter UV-Licht nicht. In Salpetersäure (HNO3) ist Torbernit löslich und vor dem Lötrohr schmilzt er zu schwarzen Kügelchen.
Das Mineral ist spröde und leicht zerbrechlich. Je nach Menge des enthaltenen Kristallwassers beträgt seine Mohshärte 2 bis 2,5 und seine Dichte 3,22 g/cm³.
Durch Verlust von Kristallwasser entsteht das Mineral Metatorbernit. Die Kristalle werden dabei trübe, und die Stufen derartiger Torbernite werden brüchiger.

## Bildung und Fundorte

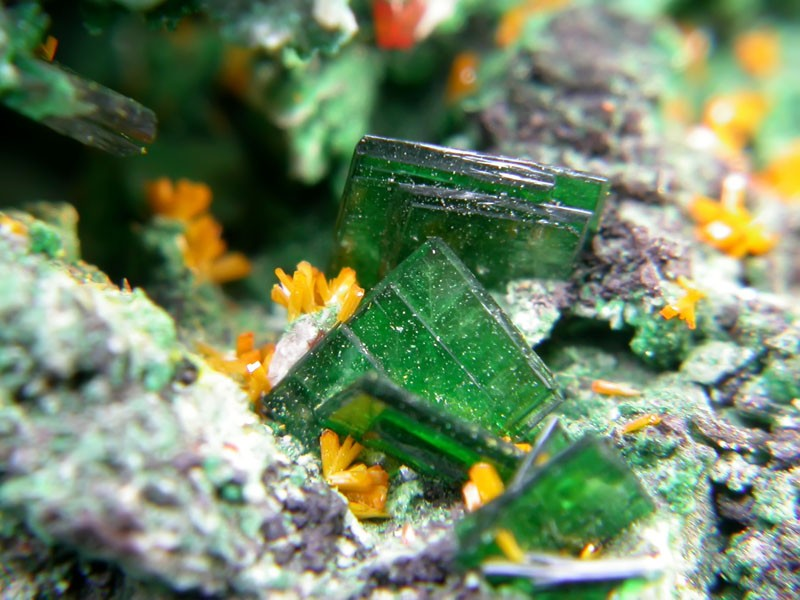
Verwachsung von Kasolit (gelb-radialstrahlig) und Torbernit (grün-tafelig)

Torbernit bildet sich als Sekundärmineral in Oxidationszonen von Uranlagerstätten. Begleitminerale sind unter anderem Autunit, Metatorbernit, Uraninit und Zeunerit.
Als häufige Mineralbildung ist Torbernit an vielen Orten anzutreffen, wobei weltweit bisher rund 1100 Fundstätten dokumentiert sind (Stand: 2022). In Deutschland kommt das Mineral neben seiner Typlokalität Johanngeorgenstadt noch an mehreren anderen Fundorten im Erzgebirge sowie im Schwarzwald, Fichtelgebirge, Bayerischen Wald, Oberpfälzer Wald, Königsberg (Wolfstein) und Thüringer Wald vor. In Österreich ist es vor allem in den Hohen Tauern und den Fischbacher Alpen zu finden. Fundorte in der Schweiz sind vorwiegend das Binntal, Lavey-Morcles und Schlans.
Weitere Fundorte sind Argentinien, Australien, Belgien, Bolivien, Brasilien, Chile, China, Tschechien, Demokratische Republik Kongo, Frankreich, Gabun, Irland, Italien, Japan, Kanada, Madagaskar, Mexiko, Namibia, Norwegen, Polen, Portugal, Rumänien, Slowakei, Slowenien, Spanien, Südafrika, Tadschikistan, Usbekistan, das Vereinigte Königreich (Großbritannien) sowie die Vereinigten Staaten von Amerika (USA).

## Verwendung
Zu Zeiten des Kalten Krieges wurde mehrmals überlegt, Uranminerale wie Torbernit zur Urangewinnung als Energierohstoff in großen Maßstäben abzubauen. In der DDR war das zum Teil auch der Fall. Mit den steigenden Energiepreisen und der verstärkten Kernenergienutzung weltweit wird die Nutzung von Uranlagerstätten immer attraktiver.

## Vorsichtsmaßnahmen
Aufgrund der starken Radioaktivität des Minerals sollten Proben nur in staub- und strahlungsdichten Behältern, vor allem aber niemals in Wohn-, Schlaf- und Arbeitsräumen aufbewahrt werden. Ebenso sollte eine Aufnahme in den Körper (Inkorporation) auf jeden Fall verhindert und zur Sicherheit direkter Körperkontakt vermieden sowie beim Umgang mit dem Mineral Mundschutz und Handschuhe getragen werden.